# Малинська трагедія
«Малинська трагедія» — меморіальний комплекс, що розташований в селі Малин Рівненської області. Малинською трагедією називають події 13 липня 1943 р., коли нацисти вбили більшість мешканців Чеського Малина і частину мешканців Малина українського. В пам'ять про загиблих було споруджено даний комплекс.

## Історія
Вранці 13 липня 1943 року села Чеський Малин та сусідній український Малин були окуповані німецькими військами. Все населення Чеського Малина було вигнано на вулиці, де літні люди, жінки та діти були відокремлені від чоловіків. Групами людей везли в український Малин, звідки вже йшла стрілянина. Деякі молоді чоловіки були змушені виганяти з села награбовану худобу та виносити викрадене майно. В Малині українському німці загнали всіх чоловіків та деяких жінок групами до церкви, шкіл та інших будівель, які були затоплені та підпалені. Всіх, хто намагався втекти або вистрибнути з вікон, розстрілювали кулемети та інша зброя. Більшість старих чоловіків, жінок та дітей групами вивезли до Чеського Малина, де командуючі сказали, що їх звільнять. Натомість їх загнали у комори та спалили. Поступово німці підпалювали інші будівлі в селі. Врятовано лише кількох людей, які не були в селі або яких змусили грабувати худобу, грабувати худобу та нести викрадене майно. Село горіло тиждень, останки знайдених людей були поховані у спільній могилі на кладовищі в Чеському Малині. З місцевих 104 чоловіків було вбито 161 жінку та 105 дітей віком до 14 років, 26 поляків та 4 чехи, які мешкали в селі. 68 будинків та 223 сараї було покладено на попіл.
Приводом для скандалу стала заява німців про те, що на них напав бандерівський загін.
В 1947 році чехи, які ще проживали у селі, емігрували на історичну батьківщину.

## 70-річчя Малинської трагедії

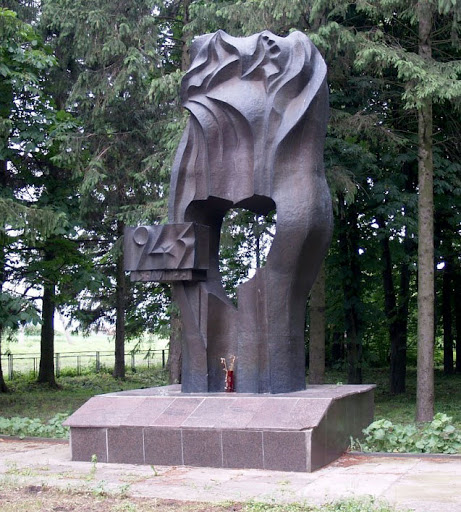
Обеліск на території комплексу

У вшануванні пам’яті загиблих взяла участь 80-особова делегація Парламенту Чеської Республіки, Міністерства оборони ЧР, Канцелярії Президента ЧР, Чеської спілки борців за свободу, Чехословацького товариства легіонерів, чеської православної Церкви й Товариства чехів з Волині та їхніх друзів, котре також було ініціатором цієї акції.
Серед найбільш високопоставлених членів делегації, яку очолював заступник голови Сенату Паламенту ЧР Пршемисл Соботка, були заступник голови Палати депутатів Парламенту ЧР Їржі Оліва, заступник міністра оборони Лібор Карасек і начальник Військової канцелярії Президента республіки Зденєк Якубек. Долучилася також делегація Постійної комісії Сенату у справах співвітчизників, які живуть за кордоном, на чолі з Томашем Ґруліхом. Крім того, щоби вшанувати пам’ять жертв фашистської тиранії, до Малина цього дня з Чеської Республіки прибули дві автобусні групи від Товариства чехів з Волині та їхніх друзів.

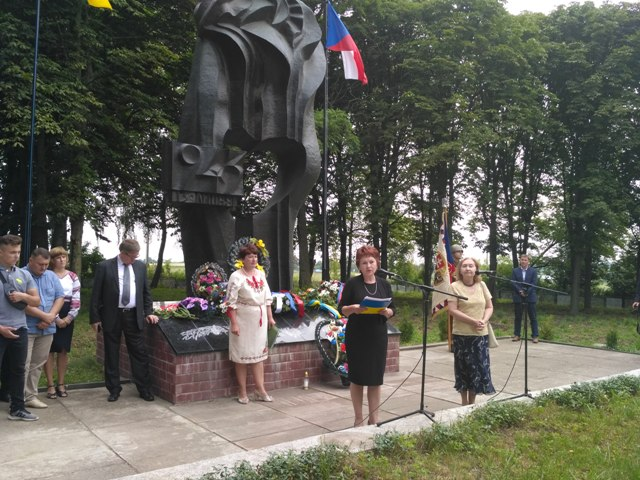
13 липня 2013 - 70-річчя трагедії

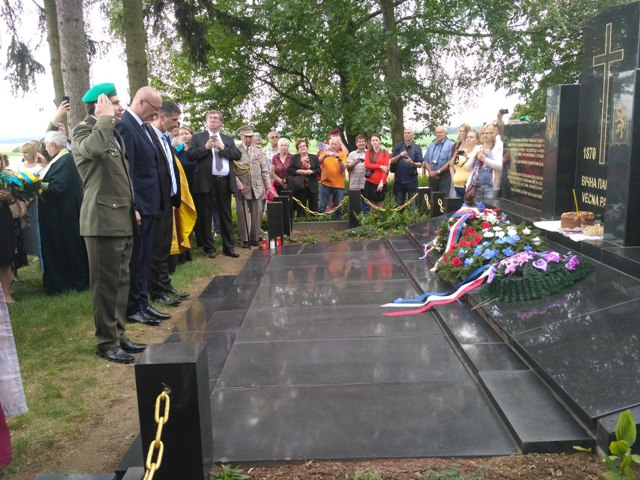
Українці та чехи вшанували пам'ять жертв Малинської трагедії

Поминальні заходи були поділені на дві частини: перша, організована українською стороною, відбулася біля головного Малинського меморіалу у присутності найвищих посадовців Рівненської області, а друга – біля пам’ятника чеським жертвам на місці колишнього чеського цвинтаря, який при цій нагоді був посвячений.